# تشارلز ديفيس (عالم عقيدة)
تشارلز ديفيس هو عالم عقيدة كندي، ولد في 12 فبراير 1923، وتوفي في 28 يناير 1999.